# Chris Besser
Chris Besser, née en 1940 à Marseille, et une mail-artiste, photographe et artiste-peintre contemporaine française.

## Biographie
Chris Besser réside et travaille à Paris.

## Œuvres
- Athena Veille - VITAE SPLENDOR, Lille Métropole Musée d'art moderne, d'art contemporain et d'art brut[1]
- L'été - VITAE SPLENDOR, Lille Métropole Musée d'art moderne, d'art contemporain et d'art brut[2]
- Métamorphoses ; Enfant et chien (Titre attribué), Lille Métropole Musée d'art moderne, d'art contemporain et d'art brut[3]
- Métamorphoses ; Enfants et attelage (Titre attribué), 1993, Lille Métropole Musée d'art moderne, d'art contemporain et d'art brut[4]
- Enveloppe peinte de Chris Besser à Michel Julliard, 26 avril 2005, collection Michel Julliard, Correspondances d’Amitiés en septembre 2006 au Musée de La Poste[5]
- Jungle, Art Cru Museum de Guy Lafargue[6]